# Арадски српски протопрезвитерат
Арадски српски протопрезвитерат налази се од 1918. под румунском државном влашћу и 1927. године обухватао је око 30.000 српских православних душа, груписаних у 26 парохија и црквено-школских општина (Арад, Арадгај, Батања, Барјаш, Деска, Ђала, Кетфељ, Маџарски Чанад, Моноштор, Нађлак, Нови Сентиван, Оросламош, Печка, Санад, Саравола, Сириг, Српски Велики Сентмиклуш, Српски Св. Петар, Српски Чанад, Торња, Турска Канижа, Фенлак и Црна Бара).
1927. године имао је 24 српске цркве, са 26 свештеника и 32 школе, са око 40 учитеља. Над свим овим српским црквено-школским општинама, као и над свима осталима, које су остале под румуњском влашћу, води непосредну духовну и управну бригу епископски намјесник, који станује у старој српској резиденцији у Темишвару. (сви подаци из 1927 године)